# Hippohyus
Hippohyus és un gènere extint de mamífers artiodàctils de la família dels súids que visqueren al subcontinent indi entre el Miocè superior i el Pliocè superior.

## Descripció
Aquest animal era de mida i aparença comparables a les d'un senglar. Les dents molars tenien la corona alta (hipsodòncia), amb esmalt rugós, i les premolars posteriors allargades i curtes. El crani tenia una estructura primitiva, amb el front pla, els ossos nasals engrandits, la cavitat orbitària relativament central i un arc zigomàtic més aviat robust, amb l'arrel jugal originada a l'altura de la quarta premolar.
La característica dental més insòlita d'Hippohyus eren els extraordinaris plecs dels cons i dels cònuls, que formen un laberint complicat a les superfícies de desgast pel desenvolupament dels plecs en profunditat. El nom genèric Hippohyus destaca el tipus de desgast dental, que recorda el dels hipopòtams.

## Classificació
Les primeres restes d'aquest animal foren trobades en estrats pliocens de l'Índia i descrits per Falconer i Cautley el 1847 com a Hippohyus sivalensis. L'altra espècie del gènere Hippohyus és H. deterrai, de l'Índia i el Pakistan.
Hippohyus representa una forma de súids més aviat particular i comprèn algunes formes amb molars particularment hipsodontes i els característics plecs d'esmalt a les molars.